# Ingénierie côtière

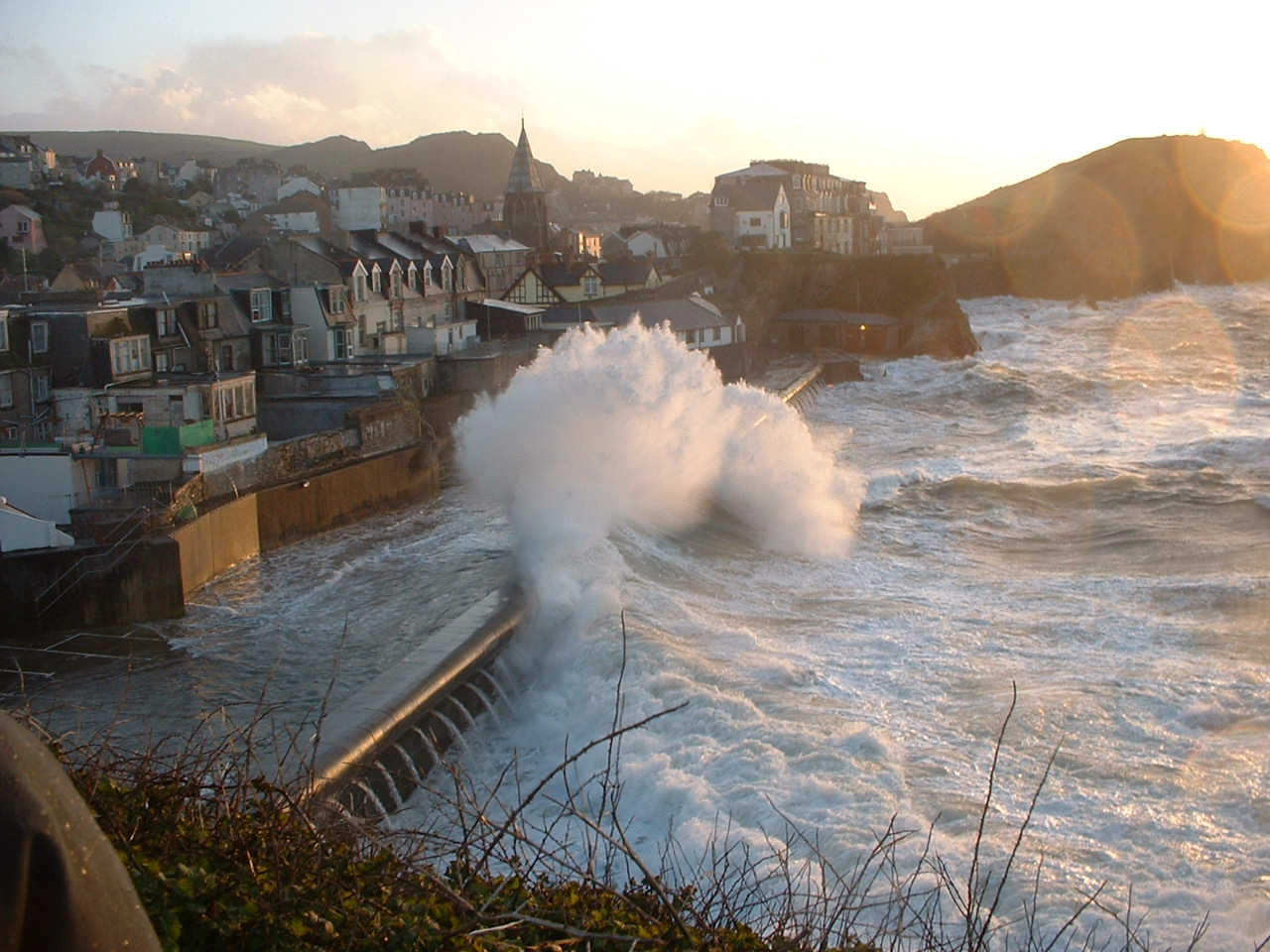
Houle sur les digues d'Ilfracombe (UK) lors d'une tempête.

L'ingénierie côtière, aussi  appelée gestion du trait de côte est une branche du génie civil concernée par les exigences spécifiques posées par la construction sur ou à proximité de la côte, ainsi que par le développement de la côte elle-même.
L'impact hydrodynamique des vagues, des marées, des ondes de tempête et des tsunamis et (souvent) l'environnement hostile de l'eau de mer salée sont des défis typiques pour l'ingénieur côtier - tout comme les changements  de la géomorphologie littorale , causés à la fois par le développement autonome du système et les changements provoqués par l'homme. Les domaines d'intérêt de l'ingénierie côtière comprennent les côtes des océans, des mers, des mers marginales, des estuaires et des grands lacs.
Outre la conception, la construction et l'entretien des structures côtières, les ingénieurs côtiers sont souvent interdisciplinaires impliqués dans la gestion intégrée des zones côtières, également en raison de leurs connaissances spécifiques de géomorphologie littorale. Cela peut inclure l'évaluation de l'impact environnemental, le développement des ports, les stratégies de défense côtière, la remise en état des terres, les parcs éoliens offshore et d'autres installations de production d'énergie, etc.

## Défis spécifiques

Stratégies d’adaptation aux changements climatiques pour diminuer les risques face à l'élévation du niveau marin pour les communautés côtières : ➀ pas de réponse ; ② protection avancée ; ③ ajustement ; ④ avancée ; ⑤ retrait ; ⑥ adaptation basée sur les écosystèmes.

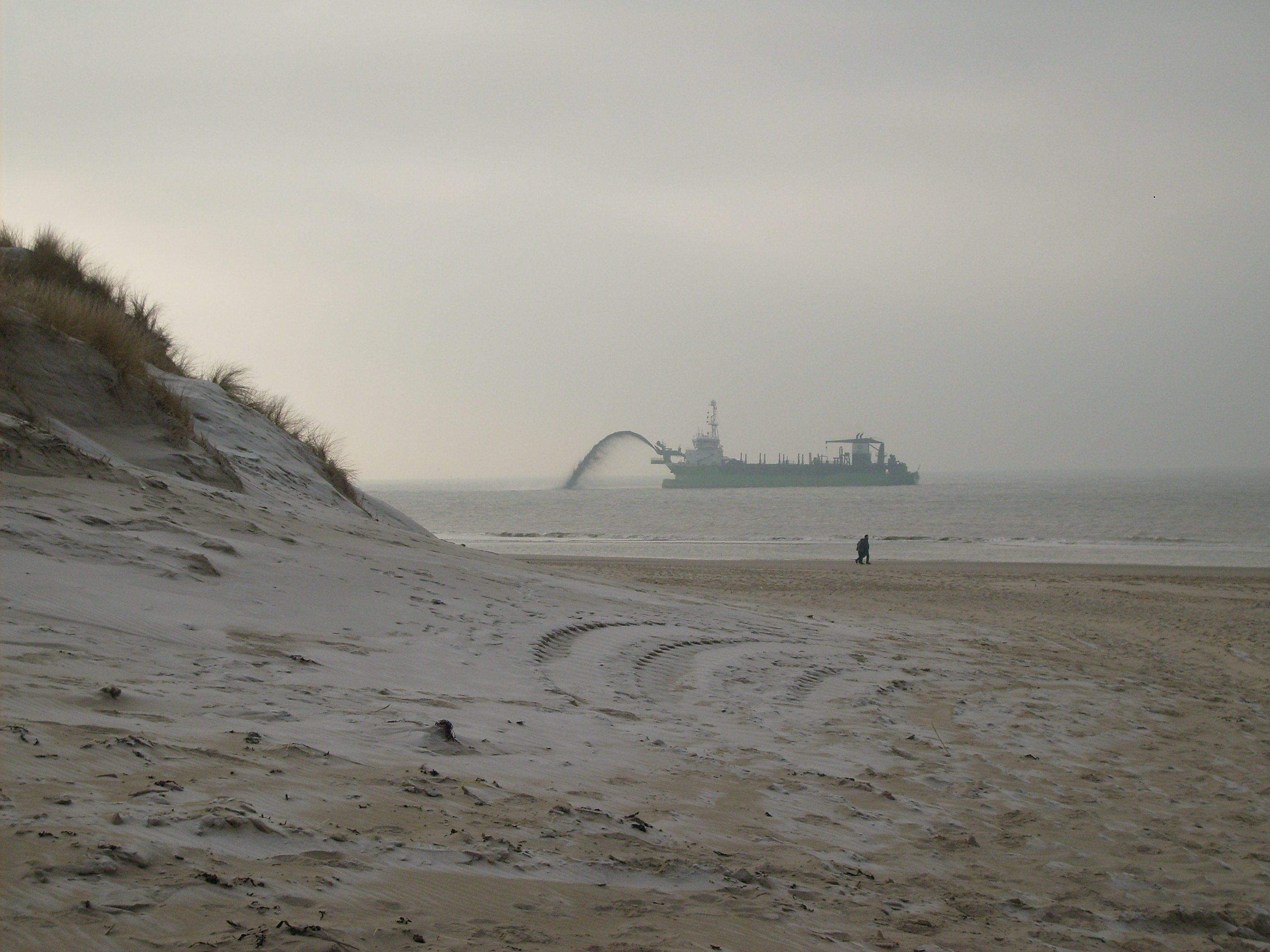
Rechargement de plage sur une côte néerlandaise.

L'environnement côtier génère des défis spécifiques à cette branche de l'ingénierie : vagues, ondes de tempête, marées, tsunamis, changements du niveau de la mer, eau de mer et écosystème marin.
Le plus souvent, dans les projets d'ingénierie côtière, il est nécessaire de connaître les conditions météo-océaniques : le climat local des vents et des vagues, ainsi que des statistiques et des informations sur d'autres grandeurs hydrodynamiques d'intérêt. Aussi, la bathymétrie et la géomorphologie littorale sont d'un intérêt direct. Dans le cas d'études sur le transport des sédiments et les changements morphologiques, les propriétés des sédiments du fond marin,de l'eau et de l'écosystème sont nécessaires.

### Élévation du niveau de la mer
La perspective de l'élévation du niveau de la mer entraînant une érosion quasi généralisée des rivages et une submersion de vastes espaces côtiers (notamment des grandes agglomérations urbaines et des terres
basses en culture), conduit à la mise en place de techniques d'ingénierie qui ont des avantages et des inconvénients (difficultés liées à la mise en œuvre, impact paysager, rapport coût/efficacité) selon le système utilisé : l'ingénierie dure (en) concerne principalement la mise en œuvre d'ouvrages de défense, l'ingénierie douce (en) fait intervenir des processus naturels (adaptation fondée sur les écosystèmes telle que la restauration de dunes, des zones humides ou le rechargement de plage),.

### Vagues courtes et longues

Classification du spectre des vagues océaniques selon la période des vagues, par Walter Munk (1950).

L'apparition de phénomènes ondulatoires - comme les vagues, la houle, les marées et les tsunamis - nécessite des connaissances en ingénierie de leur physique, ainsi que des modèles : modèles numériques et modèles physiques. Les pratiques de l'ingénierie côtière actuelle s'appuient de plus en plus sur des modèles vérifiés et validés par des données expérimentales.
Les effets des vagues incluent :
- La charge sur les structures côtières comme les brise-lames, les épis, les jetées, et les digues
- Les courants induits par les vagues, comme le courant côtier dans la zone de surf, les courants de retour et la dérive de Stokes, affectant le transport des sédiments et la géomorphologie littorale
- L'agitation des vagues dans les ports, ce qui peut entraîner une augmentation du taux d'indisponibilité du port
- Vague dépassant les digues, ce qui peut, par exemple, menacer la stabilité d'une digue

## Applications pratiques
Les applications pratiques de gestion du trait de côte peuvent inclure l'utilisation de techniques de construction de structures hydrauliques lourdes issues de la géo-ingénierie pour protéger les côtes de l'érosion (digues, les gabions, les brise-lames) ou bien des techniques issues du génie écologique comme l'utilisation de  matériaux organiques tels que la végétation, les pierres, le sable, les débris et d'autres matériaux structurels pour réduire l'érosion, améliorer l'esthétique du littoral, adoucir l'interface terre-eau et réduire les coûts de la restauration écologique.